# Mars Hill
|  | Per a altres significats, vegeu «Mars Hill (Maine)». |

Mars Hill és una població del Comtat de Madison (Carolina del Nord) als Estats Units d'Amèrica. Segons el cens dels Estats Units del 2000 tenia 1.764 habitants.

## Demografia
Segons el cens del 2000, Mars Hill tenia 1.764 habitants, 541 habitatges i 312 famílies. La densitat de població era de 352,9 habitants per km².
Dels 541 habitatges en un 20,5% hi vivien nens de menys de 18 anys, en un 45,1% hi vivien parelles casades, en un 11,1% dones solteres, i en un 42,3% no eren unitats familiars. En el 33,1% dels habitatges hi vivien persones soles el 17,4% de les quals corresponia a persones de 65 anys o més que vivien soles. El nombre mitjà de persones vivint en cada habitatge era de 2,1 i el nombre mitjà de persones que vivien en cada família era de 2,68.
Per edats la població es repartia de la següent manera: un 11,7% tenia menys de 18 anys, un 43,1% entre 18 i 24, un 16,2% entre 25 i 44, un 15,7% de 45 a 60 i un 13,3% 65 anys o més.
L'edat mediana era de 23 anys. Per cada 100 dones de 18 o més anys hi havia 86,7 homes.
La renda mediana per habitatge era de 32.917 $ i la renda mediana per família de 45.000 $. Els homes tenien una renda mediana de 29.615 $ mentre que les dones 23.625 $. La renda per capita de la població era de 13.366 $. Entorn de l'11,1% de les famílies i el 16,9% de la població estaven per davall del llindar de pobresa.

## Poblacions més properes
El següent diagrama mostra les poblacions més properes.